# خالد القروني
خالد القروني (1 يناير 1960 -) لاعب كرة قدم سعودي سابق، وُلد في العاصمة الرياض وسط السعودية، لعب مع نادي الرياض السعودي لمدة 13 عاماً كلاعب وسط، حيث تدرج معه وصولاً للفريق الأول حتى اعتزل كرة القدم عام 1991.

## مسيرته الرياضية
شهرة خالد القروني كمدرب كانت أكثر منها كلاعب، إذ حقق الكثير من البطولات والنجاحات كمدرب وهذا لا يلغي كونه لاعب مميز في السابق حيث كان يلعب في مركز الوسط، وساهم في صعود فريق الرياض عام 1988 إلى الدوري الممتاز. علاقة القروني بالتدريب بدأت منذ عام 1990، حيث كان يقود نادي الرياض كلاعب ويشغل منصب مساعد المدرب في نفس الوقت، وربما حبه لمجال التدريب ساهم في اعتزاله لعب الكرة وهو قد لامس الثلاثين عاماً.
بدأ القروني في العمل ضمن الاطقم الفنية في نادي الرياض بعد اعتزاله، وتسلم عام 1992 قيادة تدريب الفريق مؤقتاً قبل التعاقد مع المدرب البرازيلي زوماريو، وعاد ليتسلم قيادة الفريق الأول بنادي الرياض عام 1998 م. ووقتها كان فريق الرياض يقبع في قاع الترتيب وقد اقترب من الهبوط. إلا أن القروني تمكن من النجاح في أول مهمة بعدما قاد الرياض للبقاء ضمن الدوري الممتاز وبنتائج مميزة، حيث كان قد هزم النصر والاتحاد بالاربعة، وفاز على التعاون قبل جولتين من النهاية ليتأكد بقاء الرياض.
استمر القروني في قيادة فريقه، وحقق نجاحاً آخر بوصول الفريق إلى نهائي كأس سمو ولي العهد، ولكن الرياض حل وصيفاً أمام الاهلي بعد الخسارة بالهدف الذهبي 3-2. وبقى القروني على رأس الطاقم الفني بالرياض في عام 1999 ولكن النتائج لم تخدمه ليقدم استقالته ويرحل في أول تجربة خارح أسوار الرياض نحو نادي الطائي.
درب القروني العديد من الأندية وهي النصر، الرياض، الحمادة، المزاحمية، الرائد، الحزم، الطائي، الوحدة، الاتحاد، القادسية. إلا أن أفضل تجاربه كانت في عام 2003 حينما تولى تدريب نادي الوحدة، وقاده إلى الصعود إلى الدوري السعودي الممتاز. وبعد أشهر قليلة تولى تدريب الفريق الاتحادي الذي عانى من تعدد المدربين. وجاء للفريق الاتحادي في نهاية الموسم الكروي وكان الجهاز الفني المساعد له يضم كلا من علي كميخ وعبد اللطيف الحسيني. وقاد الفريق وقتها إلى إحراز لقب دوري الدوري السعودي بعد الفوز على الأهلي في النهائي الذي اقيم في الرياض. وليستلم وقتها ميداليه الدوري وبطولة الدرجة الأولى، ويكون قد حقق رقم قياسي بتحقيقه لقب الدوري ودوري الدرجة الأولى في نفس الموسم مع ناديي الاتحاد والوحدة.
وفي نفس الموسم قاد الفريق إلى احراز لقب السوبر السعودي-المصري بعد فوز الفريق على الإسماعيلي بهدف حمزة إدريس الذهبي، وخسر بعدها من الزمالك بضربات الترجيح في السوبر السعودي المصري للاندية ابطال الدوري.
وبعدها انتهاء تجربته مع الاتحاد عاد ليدرب نادي الوحدة بمكة ثم انتقل لنادي الحزم، وقاده للصعود لأول مرة في تاريخه للدوري الممتاز عام 2005 م. وحقق القروني في عام 2010 إنجاز كبير بتأهل منتخب الشباب لكاس العالم في كولومبيا التي أقيمت في عام 2011، ووصل فيها الأخضر لدور الـ16 وخرج على يد البرازيل التي حصلت على اللقب.
بعد هذا النجاح قرر الاتحاد السعودي تكليفه بمهمة تدريب المنتخب الأولمبي ولازال حتى عام 2013 م على رأس الجهاز الفني للمنتخب. وفي عام 2014 عاد القروني لتدريب نادي الاتحاد السعودي والتأهل به إلى دور ال16 في دوري ابطال آسيا

### إنجازاته كلاعب
- تحقيق لقب دوري الدرجة الأولى عام 1988 م.

### إنجازاته كمدرب
- وصيف كأس ولي العهد مع الرياض عام 1998 م.
- الصعود بنادي الوحدة للدوري الممتاز 2003 م.
- الصعود بنادي الحزم للدوري الممتاز 2005 م.
- تحقيق لقب الدوري السعودي مع الاتحاد عام 2003 م.
- تحقيق لقب السوبر السعودي المصري مع الاتحاد عام 2003 م.
- الوصول إلى كأس العالم للشباب مع المنتخب السعودي عام 2011 م.